# دامیان آلکازار
دامیان آلکازار (اسپانیایی: Damián Alcázar‎؛ زادهٔ ۸ ژانویهٔ ۱۹۵۳) یک هنرپیشه اهل مکزیک است.
از فیلم‌ها یا برنامه‌های تلویزیونی که وی در آن نقش داشته است می‌توان به دوزخ، سوسک آبی و نارکس اشاره کرد.